# Fort Edward (villa)
Fort Edward es una villa ubicada en el condado de Washington en el estado estadounidense de Nueva York. En el año 2000 tenía una población de 3,141 habitantes y una densidad poblacional de 676 personas por km².

## Historia
La villa fue incorporada en 1849.

## Geografía
Fort Edward se encuentra ubicada en las coordenadas 43°16′6″N 73°35′5″O / 43.26833, -73.58472.

## Demografía
Según la Oficina del Censo en 2000 los ingresos medios por hogar en la localidad eran de $39,550, y los ingresos medios por familia eran $35,380. Los hombres tenían unos ingresos medios de $35,380 frente a los $22,361 para las mujeres. La renta per cápita para la localidad era de $17,555. Alrededor del 11.2% de la población estaban por debajo del umbral de pobreza.